# Hospiz

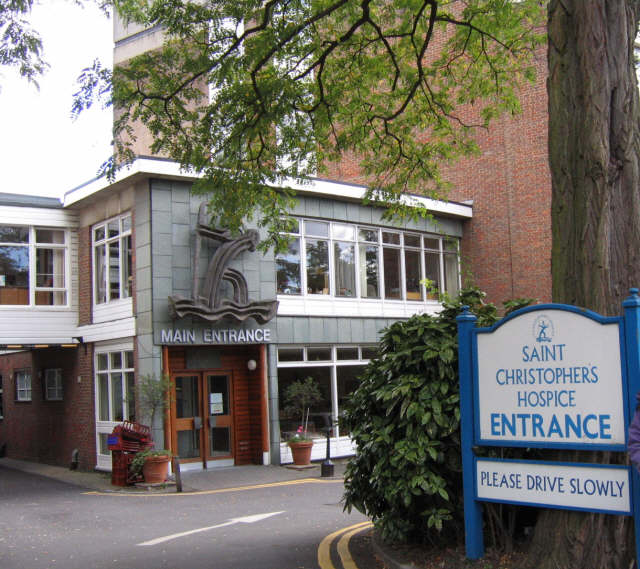
Das St Christopher’s Hospice in Sydenham (London) ist Vorbild für viele Hospize

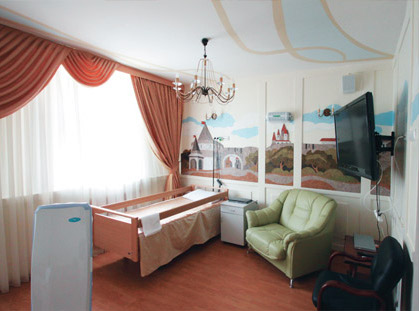
Kinderhospiz St. Petersburg

Hospiz (lateinisch hospitium „Herberge“, „Gastfreundschaft“) ist eine Einrichtung der Sterbebegleitung.
Im deutschen Sprachraum der Gegenwart wird mit Hospiz meist eine stationäre Pflegeeinrichtung bezeichnet, die meist über nur wenige Betten verfügt und ähnlich wie ein kleines Pflegeheim organisiert ist. Das erste stationäre Hospiz im Sinne der Palliative Care  wurde 1967 im Vereinigten Königreich eröffnet (in Deutschland 1986), dort entstand auch 1982 das erste Kinderhospiz (in Deutschland 1998).
Die Bezeichnung „Sterbehospiz“ wird von Trägern und Mitarbeitern dieser Einrichtungen nicht verwendet, da eines der Ziele der dortigen Arbeit ist, dass Sterbende nach Möglichkeit im häuslichen Bereich verbleiben oder dorthin zurückkehren können.

Daher bezeichnet Hospiz im weiteren Sinne die bewusste Haltung, dass Sterben, Tod und Trauer zum Leben gehören. Aus dieser Hospizidee ging die Hospizbewegung hervor, die diese Themen auf verschiedene Weise wieder in den gesellschaftlichen Alltag, insbesondere in Medizin und Pflege, integriert.

## Grundlagen
Hospize haben es sich zur Aufgabe gemacht, unheilbar Kranke in ihrer letzten Lebensphase im Sinne der Palliative Care zu versorgen. Es gibt ambulante, teilstationäre und stationär tätige Hospizvereinigungen, also Leistungserbringer im hospizlichen und palliativen Bereich. Eine Datenbank zur Recherche hospizlicher und palliativer Leistungserbringer stellt der Wegweiser Hospiz- und Palliativmedizin Deutschland bereit.
Bei einem Hospiz handelt es sich um eine Institution, die ein Konzept der Sterbe- und Trauerbegleitung verfolgt. Hospize wollen (nach Christoph Student, 2004) fünf Qualitätskriterien verwirklichen:
- Der Kranke und seine Angehörigen stehen im Zentrum des Dienstes
- Unterstützung erfolgt durch ein interdisziplinäres Team
- Einbeziehung freiwilliger Begleitpersonen
- Palliative Care (Sorge um Schmerzfreiheit und Lebensqualität) statt Medical Cure (auf Heilung gerichtete Behandlung), kurz heißt das: Lebensqualität statt Lebensquantität
- Trauerbegleitung

Im Hospiz erhalten Sterbende und ihre Angehörigen Begleitung, Beratung und medizinisch-pflegerische Versorgung. Dabei spielt die Kontrolle der verschiedenen Symptome eine große Rolle, u. a. die Schmerztherapie. Bei allen pflegerischen und medizinischen Handlungen steht aber der (geäußerte oder mutmaßliche) Wille des Kranken an erster Stelle. Außerdem wird für Angehörige Trauerbegleitung angeboten.
Träger dieser Häuser der Sterbebegleitung sind zumeist gemeinnützige Vereine, aber auch Kirchen, gemeinnützige Organisationen und Stiftungen. Die medizinische Versorgung wird unterschiedlich gewährleistet. Einige stationäre Hospize stehen unter ärztlicher Leitung, andere arbeiten mit niedergelassenen Ärzten vor Ort zusammen, wobei der Patient sein Recht auf freie Arztwahl geltend machen kann. Dann ist es oft der langjährige Hausarzt des Kranken, der die medizinische und menschliche Begleitung seines Patienten bis zu dessen Lebensende übernimmt. Dazu bedarf es nicht unbedingt einer fachlichen Weiterbildung in Palliativmedizin, sie kann aber von Vorteil sein.
Ein stationäres Hospiz fällt in Deutschland rechtlich unter das Heimgesetz. Einige Paragraphen müssen im Hospiz aber nicht angewendet werden.

## Geschichte
Ein Hospital oder Hospitium war im Mittelalter Name von kirchlichen oder klösterlichen Herbergen für Pilger (Pilgerherberge), Bedürftige (Armenhaus), Fremde (Asyl, Hotel) oder Kranke. In Österreich und der Schweiz werden unter der Bezeichnung Hospiz noch immer Beherbergungseinrichtungen – vor allem an Alpenpässen – geführt; zum Teil noch von Mönchen. Solche Hospize boten Reisenden Unterkunft und Schutz vor harschem Wetter, und sie sind seit jeher ein Ort der Begegnung.
Später geht die Bezeichnung Hospiz auf den Begriff über, der sich zum heutigen Spital beziehungsweise Krankenhaus wandelt. Seit etwa 1500 entstanden in Europa auch spezielle Einrichtungen für unheilbar Kranke (Unheilbarenhäuser; Ospedali degli incurabili, Hospices des incurables, Hospitals for incurables), etwa das Spital für Unheilbare in Neapel, dessen Apothel 1744 gegründet wurde.

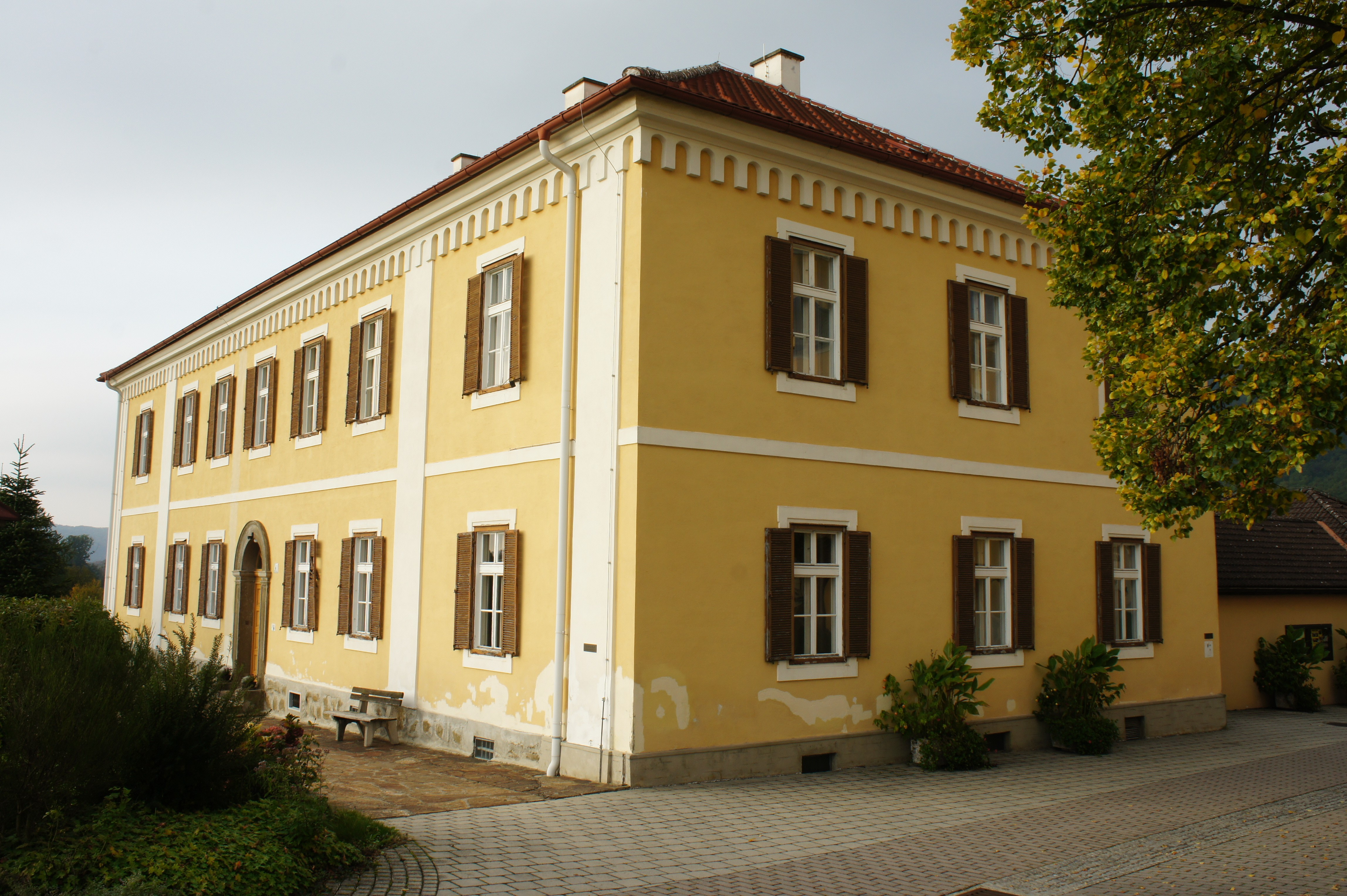
Das Franziskaner-Hospiz Bad Gleichenberg (1888 bis 2010)

Der ursprüngliche Gedanke der „Beherbergung“ wurde im 19. Jahrhundert wieder aufgegriffen. Es entstanden unter anderen speziell für Krebs- und Tuberkulosekranke eingerichtete Krankenhäuser, die für die Pflege unheilbarer Patienten bis zu deren Lebensende sorgten. 1842 gründete Madame Jeanne Garnier in Lyon (Frankreich) ein Hospiz, das sich insbesondere pflegebedürftiger Frauen widmete, die an chronischen Geschwüren litten und regelmäßig verbunden werden mussten. Als älteste bekannte Einrichtung, die den englischen Begriff „hospice“ im heutigen Sinne verwendete, eröffneten 1879 die irischen Schwestern der Nächstenliebe das Our Lady's Hospice for the Care of the Dying in Dublin. Es entstanden ab dem späten 19. Jahrhundert weitere Sterbehospize, die als Vorläufer zu der Gründung im englischen Sydenham gelten können.

### Vereinigtes Königreich
Die moderne Hospizbewegung entwickelte sich, ausgehend von England, im Vereinigten Königreich der 1960er Jahre. 1959 erschienen in der Nursing Times mehrere Artikel von Cicely Saunders zum Thema Care of the Dying (übersetzt etwa „Betreuung der Sterbenden“), die in der medizinischen Fachzeitschrift The Lancet ein positives Echo fanden. Saunders hatte erkannt, dass die Angebote des nationalen Gesundheitssystems nicht den besonderen Bedürfnissen Sterbender entsprachen, die nicht nur medizinische Behandlung, sondern gleichermaßen Fürsorge und seelischen Beistand erhofften. Stattdessen sahen sich Schwerkranke genötigt, ihre eigenen Wünsche den Zielen der auf Lebenserhaltung und -verlängerung ausgerichteten Medizin unterzuordnen. In der Folge gründeten Bürger eine Initiative für Terminal Care, die sich – zunächst nur ambulant – um die Belange sterbender Menschen kümmerte. Der von Saunders später für diese Arbeit geprägte Begriff der Hospice Care knüpfte wieder an die mittelalterliche Tradition der Hospitality, wo dem Durchreisenden – in diesem Fall dem Patienten – eine gastfreundliche Aufnahme und ein schützender Raum gewährt wird, ohne dabei dessen persönliche Ziele zu beeinflussen. Im Jahre 1967 gründete sie mit dem St Christopher’s Hospice in Sydenham (bei London) eine Einrichtung, wo dieser Gedanke praktisch umgesetzt werden sollte: ein stationäres Hospiz. Angesichts der Tatsache, dass es sich um eine private Initiative handelte, die keine finanziellen Hilfen von Seiten des Gesundheitssystems zu erwarten hatte, war Saunders vor allem auf das Engagement Freiwilliger angewiesen, die viele von den anfallenden Arbeiten im Hospiz unentgeltlich übernahmen. Neben den Ehrenamtlichen setzte sich das Hospiz-Team aus professionellen Mitarbeitern verschiedener Berufsgruppen zusammen, darunter Pflegefachpersonen, Seelsorger und Sozialarbeiter.
Ziel sollte nicht die Heilung einer Krankheit sein, sondern die Linderung der – nicht nur körperlichen – Beschwerden eines Sterbenden unter Einbeziehung seiner sozialen und spirituellen Bedürfnisse. Diese Haltung der End of Life Care wurde grundlegendes Merkmal der Hospice Care und später der Palliative Care, die sich jedoch nicht nur als ein Angebot für Sterbende, sondern für alle von schwerer unheilbarer Krankheit Betroffene versteht. Als ärztliche Leiterin setzte Saunders außerdem einen Schwerpunkt auf Symptomkontrolle, insbesondere auf die Behandlung von Schmerzen, womit sie den Anstoß zur Weiterentwicklung der weitgehend in Vergessenheit geratenen Palliativmedizin gab.
Mittlerweile werden im St. Christopher’s Hospice etwa 2000 Patienten und ihre Angehörigen pro Jahr betreut. Von dort nahm die heutige Hospizbewegung ihren Anfang. So entstand 1974 das erste US-amerikanische Hospiz in New Haven.

### Deutschland
1738 entstand in Augsburg ein „Incurabelnhaus“, das Blinde, Lahme, Epileptiker, Patienten mit unheilbaren Harnsteinleiden und Krebspatienten mit übelriechenden Geschwüren aufnahm und diese bis zu ihrem Tod pflegerisch und ärztlich betreute. Das 1780 eröffnete und zunächst für bedürftige, heilbare Kranke vorgesehene Nürnberger Armenkrankenhaus Hundertsuppe, kann als Vorläufer moderner Hospize betrachtet werden, denn die meisten Patienten seien um 1800 nicht „um curirt zu werden, sondern [um] unter wolthätiger Pflege zu sterben“ zur Aufnahme gekommen.
Das erste moderne stationäre Hospiz in Deutschland wurde 1986 in Aachen vom Oratorianer Paul Türks gegründet (Haus Hörn). Anders als im Vereinigten Königreich war es einem Seniorenheim angeschlossen und wurde von einem Geistlichen anstelle eines Arztes geleitet.  Noch im selben Jahr wurde in einer ehemaligen Arztvilla in Recklinghausen mit dem Hospiz zum Hl. Franziskus die erste eigenständige Einrichtung mit neun Betten eröffnet, die als Prototyp für stationäre Hospize in Deutschland gilt.
In der Folge entstanden weitere stationäre Hospize, zumeist gegründet von Bürgerinitiativen, Vereinen und kirchlichen Einrichtungen; anfangs fast ausschließlich durch Spendengelder finanziert und durch ehrenamtliche Mitarbeit unterstützt. Erst durch Inanspruchnahme des § 37 SGB V zur Häuslichen Krankenpflege wurde die Finanzierung dieser Projekte etwas sicherer, so dass ab den 1990er Jahren die Neugründungen deutlich anstiegen. Außerdem stieg der Bedarf an Hospizplätzen, da es für die damals stetig zunehmende Zahl von Aidserkrankten kaum angemessene Versorgungsmöglichkeiten gab. Einige Hospize spezialisierten sich auf diese Klientel, so wie beispielsweise Hamburg Leuchtfeuer.
Unter dem Namen Bundesarbeitsgemeinschaft Hospiz (BAG Hospiz) wurde der Deutsche Hospiz- und PalliativVerband (DHPV) 1992 vom Krankenhausseelsorger Heinrich Pera in Halle (Saale) gegründet. Ziel ist die Verbreitung der Hospizbewegung und die Zusammenführung der daran Interessierten sowie gemeinsame Entwicklung von Leitlinien und Empfehlungen für die ambulante und stationäre Hospizarbeit. Verbandsmitglieder des DHPV führten mehrfach Gespräche mit Vertretern der Krankenkassen und Ministerien sowie Bundestagsabgeordneten, um eine gesetzliche Grundlage zur Finanzierung der Hospizarbeit zu schaffen. Das gelang im Dezember 1996 mit der Zustimmung des Deutschen Bundestages zum § 39a des SGB V, dessen praktische Umsetzung in der Rahmenvereinbarung zwischen BAG und Krankenkassen festgeschrieben wurde. 2007 kam es zur Namensänderung von BAG Hospiz zu DHPV. Der Verband hat zusammen mit der Deutschen Gesellschaft für Palliativmedizin und der Bundesärztekammer eine Charta zur Betreuung schwerstkranker und sterbender Menschen in Deutschland erarbeitet. Sie wurde am 17. August 2010 verabschiedet.
1995 wurde die Deutsche Hospiz Stiftung als Interessenvertretung für Schwerstkranke und Sterbende gegründet. Seit 2012 nennt sie sich Deutsche Stiftung Patientenschutz. Die Stiftung betreibt selbst keine Hospizeinrichtungen, sondern setzt sich, wie auch die Deutsche Gesellschaft für Palliativmedizin und der DHPV, für Selbstbestimmung und Fürsorge am Lebensende ein und vertritt bundesweit die Interessen der Schwerstkranken und Pflegebedürftigen gegenüber Politik, Krankenkassen und Leistungserbringern. Wie auch die anderen Hospiz- und Palliativverbände arbeitet die Stiftung auf gesellschaftlicher Ebene an der Verbesserung der Situation für Schwerstkranke. Hospiz als Lebenshaltung soll für jeden der jährlich rund 800.000 Sterbenden in Deutschland Realität werden, lautet die Kernforderung. Dazu sei es notwendig, den Hospizgedanken überall dort zu verwirklichen, wo Menschen sterben – sei es in Pflegeheimen, in Krankenhäusern oder zu Hause.
1998 eröffnete in Olpe mit dem Kinderhospiz Balthasar (heute Kinder- und Jugendhospiz Balthasar) das erste stationäre Kinderhospiz; auf Initiative betroffener Eltern, die 1990 den Deutschen Kinderhospizverein gegründet hatten.
Stationäre Hospize sind heute in der Regel Leistungserbringer des Gesundheitswesens und werden – auch aufgrund der stetigen politischen Arbeit der Deutschen Gesellschaft für Palliativmedizin, der Deutschen Stiftung Patientenschutz und des DHPV – größtenteils über die Krankenkassen finanziert. Es gibt etwa 260 stationäre Hospize (davon 19 für Kinder, Jugendliche und junge Erwachsene) sowie über 1500 ambulante Hospizdienste (Stand: März 2023). Die stationären Erwachsenen-Hospize verfügen durchschnittlich jeweils über ca. 10 Betten. Die durchschnittliche Auslastung beträgt 80 Prozent bei einer mittleren Verweildauer von 22 Tagen, so dass jährlich insgesamt etwa 35.000 Menschen versorgt werden.

### Österreich
Die ersten Schritte in Österreich wurden Ende der 1970er Jahre unter der Schirmherrschaft der Caritas Socialis begangen. Sie wurde für ihre Initiative für das stationäre Hospiz in Österreich CS Hospiz Rennweg 1998 mit dem Fürst Liechtenstein-Preis ausgezeichnet.
Das erste stationäre Hospiz St. Raphael entstand 1992 am Krankenhaus Göttlicher Heiland in Wien. Es wurde 2003 in eine Palliativstation umgewandelt. Mittlerweile gibt es zehn stationäre Hospize für Erwachsene, von denen sich allein sieben in Niederösterreich befinden, sowie ein stationäres Kinderhospiz (Stand 31. Dezember 2016). Je nach Träger und Bundesland sind für die Inanspruchnahme unterschiedliche Kostenbeiträge zu zahlen.

## Bedeutung für das Leben
Hospize wollen das Sterben wieder in das Leben integrieren, dabei steht die Orientierung an den Bedürfnissen der erkrankten Personen und ihrer Angehörigen im Vordergrund. Die Einrichtung dient als Schutzraum vor ungewollter Übertherapie oder anderen belastenden Faktoren. Therapeutische und pflegerische Maßnahmen werden darauf abgestimmt, was der Patient für sich als sinnvoll und angemessen empfindet. Das führt in diesen Fällen dazu, dass auf bestimmte Handlungen vollständig verzichtet wird, die in Einrichtungen mit kurativer Zielsetzung notfalls auch gegen den Willen des Patienten durchgeführt würden.
Gleichzeitig soll ein Stück Normalität vermittelt werden, was im Krankenhaus oder zu Hause (durch Überforderung der pflegenden Angehörigen) oft nicht mehr gegeben ist. Laut Umfragen möchten etwa 90 Prozent aller Menschen zu Hause sterben. Tatsächlich sterben nach Schätzungen jedoch etwa 50 Prozent der Menschen im Krankenhaus und weitere 20 Prozent im Pflegeheim (für Berlin wurde für 2007 eine Quote von 70 Prozent genannt). Hospize wollen dabei eine menschenwürdige Alternative sein, wenn eine Krankenhausbehandlung nicht mehr gewollt wird oder aus medizinischer Sicht nicht erforderlich ist (und deshalb von den Krankenkassen auch nicht mehr bezahlt wird), ein Pflegeheim aber aufgrund unzureichender medizinischer und pflegerischer Versorgungsmöglichkeiten bei schwerer Erkrankung nicht in Frage kommt.
Die internationale Hospizarbeit wurde nachhaltig durch die Arbeit von Elisabeth Kübler-Ross beeinflusst. In Deutschland hat u. a. Christoph Student viel zur Entwicklung der Hospizbewegung beigetragen.

## Aufnahmevoraussetzungen

### Deutschland
Voraussetzung für die Aufnahme in ein stationäres Hospiz ist, dass der Patient an einer unheilbaren, in absehbarer Zeit zum Tode führenden Krankheit leidet, bei der eine Heilung ausgeschlossen ist. Dabei kann es sich um eine fortgeschrittene Krebserkrankung, Aids im letzten Stadium der Krankheit, Erkrankungen des Nervensystems mit fortschreitenden Lähmungen (zum Beispiel Amyotrophe Lateralsklerose), oder fortgeschrittene chronische Nieren-, Herz-, Verdauungstrakt- oder Lungenkrankheiten handeln. Eine Erkrankung gilt als nicht heilbar, wenn nach dem allgemein anerkannten Stand der Medizin Behandlungsmaßnahmen nicht zur Beseitigung dieser Erkrankung führen können. Sie ist fortschreitend, wenn ihrem Verlauf trotz medizinischer Maßnahmen nach dem allgemein anerkannten Stand der Medizin nicht nachhaltig entgegengewirkt werden kann.
Wenn bei einer solchen Diagnose eine Krankenhausbehandlung nicht erforderlich ist oder vermieden werden soll, aber eine ambulante Versorgung bei Unterbringung im eigenen Haushalt, bei Angehörigen oder im Pflegeheim als nicht ausreichend erscheint, kann eine palliativmedizinische und -pflegerische Versorgung angezeigt sein. Die vollstationäre Hospizpflege muss von einem Arzt verordnet werden, unter Angabe der Diagnosen, der Prognose und weiterer Details zur Begründung (zum Beispiel belastende Symptome wie Luftnot und Angst oder nach außen wuchernde, zerfallende Tumoren, die einer speziellen Wundversorgung bedürfen). Diese Ärztliche Bescheinigung zur Feststellung der Notwendigkeit vollstationärer Hospizversorgung nach § 39a Abs. 1 SGB V wird benötigt, damit die Einrichtung den entsprechenden Antrag zur Kostenübernahme an die Krankenkasse stellen kann (Antrag auf vollstationäre Hospiz- und Pflegeleistungen nach § 39 a Abs. 1 SGB V und § 43 SGB XI). Die Verordnung und die entsprechende Antragsbewilligung gelten für zunächst 28 Tage und werden vor Ablauf dieser Frist ggf. verlängert, wenn die Voraussetzungen weiter gegeben sind.
Die Einschränkungen sind notwendig, da die gesetzlichen Krankenkassen einen großen Teil des tagesbezogenen Bedarfssatzes finanzieren. Privatversicherten wird empfohlen, vor der Aufnahme im stationären Hospiz eine Kostenzusage ihrer Kasse einzuholen, da nicht jede Versicherung die in Rechnung gestellten Kosten übernimmt. Das Erkaufen eines Hospizpflegeplatzes ist durch die Aufnahmebedingungen ausgeschlossen, um Hospizplätze freizuhalten für diejenigen, die der speziellen Versorgung bedürfen.

## Finanzierung

### Deutschland
Bis Juli 2009 zahlten Hospizpatienten einen Eigenanteil von durchschnittlich sieben Prozent zu, was durch Beschluss des Deutschen Bundestages vom 18. Juni 2009 entfällt. Seit dem 1. August 2009 übernahmen die Krankenkassen 90 Prozent der zuschussfähigen Kosten, von dem je nach Pflegestufe ein Teil zu Lasten der Pflegeversicherung ging. Zehn Prozent des Pflegesatzes mussten stationäre Hospize weiterhin selbst aufbringen. Die gesetzlich verankerten zehn Prozent Eigenanteil der stationären Hospize wurden regelmäßig als unrealistisch bewertet. Tatsächlich würden Hospize teils 30 Prozent der Kosten tragen, was in den wenig erfolgreichen Verhandlungen mit den Krankenkassen um die tagesbezogenen Bedarfssätze begründet ist.
Im Dezember 2015 wurde das Hospiz- und Palliativgesetz (HPG) erlassen (BGBl. I S. 2114). Das Gesetz sieht unter anderem vor, dass die Krankenversicherung 95 Prozent der zuschussfähigen Kosten stationärer Hospize trägt; außerdem erhalten bisher unterdurchschnittlich finanzierte Hospize für jeden dort aufgenommenen Versicherten einen höheren Tagespflegesatz. Dadurch verringerte sich der Kostenanteil, den das jeweilige Hospiz selbst tragen muss, auf fünf Prozent. Dieser wird weiterhin überwiegend durch Spenden eingeworben, aber auch durch ehrenamtliche Arbeit aufgefangen. Zudem werden Spendenmittel eingesetzt, wenn Patienten aufgenommen werden, die aus verschiedensten Gründen nicht krankenversichert sind (z. B. Personen ohne festen Wohnsitz).
Die auch sonst im häuslichen Bereich übliche Selbstbeteiligung an Arznei- und Hilfsmittelkosten müssen die Patienten jedoch selbst tragen, wenn sie nicht von den Zuzahlungen befreit sind.

## Stationäre Hospize in der Schweiz
In der Schweiz gibt es neun stationäre Hospize, die diese Bezeichnung zum Teil in ihrem Einrichtungsnamen verwenden. Die erste Einrichtung dieser Art wurde 1986 in Basel als Hildegard Hospiz (heute Palliativzentrum Hildegard) eröffnet.
Da die Leistungsangebote der stationären Hospize nicht einheitlich geregelt sind und um sie als deutlicher von anderen Einrichtungen zu unterscheiden, sieht die Nomenklatur der Schweiz vor, Hospize zukünftig als sozialmedizinische Institution mit Palliative-Care-Auftrag zu bezeichnen. Als solche gehören sie zum Langzeitpflegebereich und werden anders finanziert als Einrichtungen des Akutbereiches, die über eine Spitalstruktur mit Palliative-Care-Auftrag verfügen.
Daneben gibt es Tages-/Nachtstrukturen, die den ambulanten Tages- und Nachthospizen entsprechen.
2015 wurde im Zürcher Lighthouse der Dachverband Hospize Schweiz gegründet, die mit ihren Mitgliedern die Definition und Kriterien für stationäre Hospize erarbeitet hat.

## Film und Fernsehen
Der 2016 erschienene Dokumentarfilm im Kurzfilmformat Fünfzehn Zimmer beleuchtet den Alltag in einem Berliner Hospiz. Auf beobachtende Art und Weise wird der hauswirtschaftliche Alltag gezeigt. Die Bewohner kommen zu Wort.